# Jodok Pein
Jodok Pein (auch Jodoc Pein, Jodokus Pein) (* in Salem; † nach 1729) war kaiserlich-königlicher Registrator der lateinischen Expedition der Reichskanzlei, Laienpfründer, Konzipist und Lehrpropst in Wien unter Karl VI. und wurde 1729 in den Reichsadelsstand erhoben. Als engster Mitarbeiter des Geheimen Reichssekretärs Florentin von Consbruch hatte er den Überblick über alle wichtigen Vorgänge in der Kanzlei. Seine Herkunft war Salem.
Sein Bruder, Ferdinand Pein, war k.k. Hofkanzlei-Taxator.

## Signatur

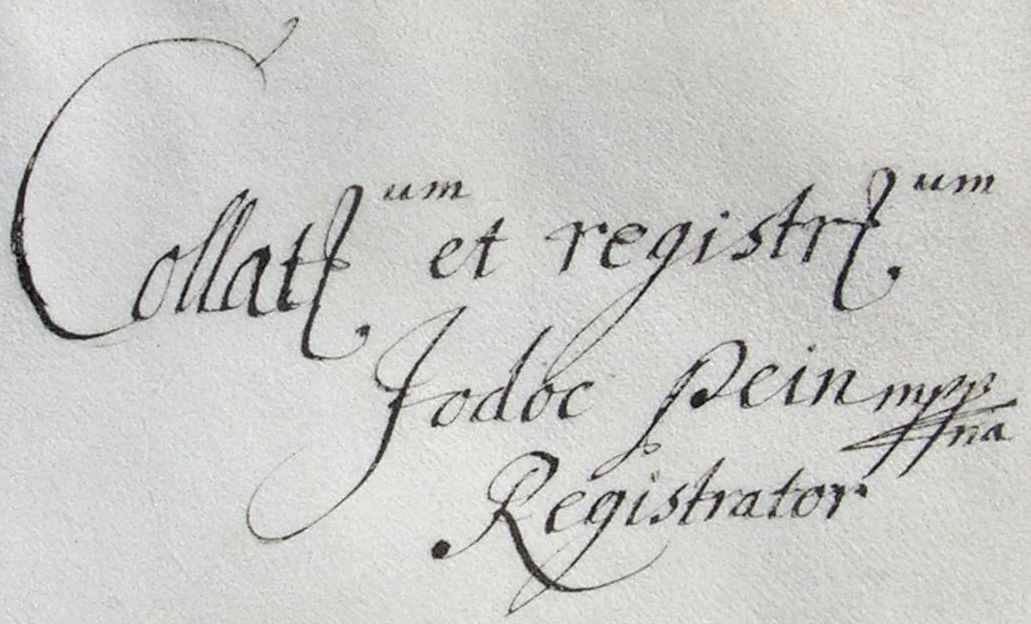
Signatur Jodok Peins im Adelsbrief André Falquets von 1725

1725 unterschreibt Jodok Pein im Adelsbrief André Falquets:

Collat(at)um et Registr(at)um

        Jodoc Pein mppria

             Registrator

## Registrierte Dokumente
- Adelsbrief André Falquets
- Copia Käyserl. Schreibens an die Ausschreibende Fürsten des Schwäbischen Cräyses. Wien den 25. September 1717.[4]
- Diplôme de l'Empereur Rodolphe II en dâte du 16. Decembre 1605. avec la Confirmation de l'Empereur Charles VI. du 31. Octobre 1721.[5]